# Kim Kwang-Sub
Kim Kwang-Sub (3 de septiembre de 1981) es un deportista surcoreano que compitió en judo. Ganó una medalla de bronce en los Juegos Asiáticos de 2006 en la categoría de –66 kg.

## Palmarés internacional
| Juegos Asiáticos | Juegos Asiáticos | Juegos Asiáticos  | Juegos Asiáticos |
| Año              | Lugar            | Medalla           | Categoría        |
| ---------------- | ---------------- | ----------------- | ---------------- |
| 2006             | Doha (Catar)     | Medalla de bronce | –66 kg           |